# Zina (islam)

Logo of zina haram.

Secondo il diritto islamico, il reato di zina riguarda le relazioni sessuali illecite, ossia pre- o extra-matrimoniali.
Secondo le scuole shafi’ita, hanbalita, hanafita e secondo gli Sciiti, la pena della lapidazione è prevista solo per l'adultero sposato e il suo partner, a condizione che il crimine sia comprovato da 4 uomini adulti che abbiano assistito alla penetrazione o che sia stato reso tramite confessione. La lapidazione non è invece prevista dal Corano, che prevede solo la fustigazione.
| categoria           | pena         | fonte della pena             |
| ------------------- | ------------ | ---------------------------- |
| persone sposate     | lapidazione  | ʾaḥādīth (detti del Profeta) |
| persone non sposate | 100 frustate | Corano 24:2 (an-Nur)         |

Secondo il fiqh hanafita, che rappresenta l'ideologia maggioritaria e dà un ampio valore alla buona fede delle parti, se l'uomo e la donna si considerano sposati, non si ha reato di zina e i due non sono punibili.
Una gravidanza costituisce prova sufficiente di relazione sessuale illecita solo secondo la scuola Malikita. Tale scuola include tuttavia anche la teoria del “feto dormiente”, secondo cui durante il periodo di gravidanza, che si estende per 7 anni, una donna non può essere accusata di zina, e la paternità del feto è del marito legittimato, anche fino a 7 anni dopo la sua morte.

## Condizioni per la lapidazione
Perché un reato di zina possa essere punito con la fustigazione o l'esilio:
- l'accusato deve essere conosciuto come Musulmano praticante
- l'accusato deve essere stato in grado di intendere e di volere al momento dell'atto
- l'accusato dev'essere adulto
- l'accusato deve aver commesso l'atto di propria spontanea volontà
- l'accusato dev'essere libero e non schiavo
- l'accusato sposato deve poter godere di normali relazioni sessuali con il proprio sposo/a, avendo pertanto un mezzo legittimo di soddisfazione sessuale.
- l'accusata non deve essere incinta o in fase di allattamento.
- l'accusa deve essere sostenuta da
  - quattro maschi adulti Musulmani testimoni oculari dell'atto della penetrazione (è prevista la pena di 80 frustate nel caso la loro testimonianza non fosse valutata attendibile[2]), oppure da
  - confessione ripetuta 4 volte di fronte a 4 giudici diversi, precisa e dettagliata, e ritrattabile in qualsiasi momento prima della pena.

Un marito può accusare la moglie di zina, giurando 4 volte su Allah di dire il vero, e per la quinta volta invocando su di sé la maledizione di Allah nel caso stia dicendo una bugia. Ma l'accusa può essere invalidata nel caso la moglie pronunci lo stesso giuramento a propria discolpa.
Secondo Jayed Ahmad Ghamidi, giurista islamico pakistano, la lapidazione può essere prescritta solo per stupratori e prostitute, ossia per chi abitualmente commette adulterio (ʾaḥādīth 1690 di Sahih Muslim). Sempre secondo Ghamidi, le condizioni stringenti per la lapidazione hanno il fine di regolamentare una pratica fortemente in uso al tempo, come mostrato dai diversi riferimenti alla lapidazione; l'obiettivo del processo sarebbe stato quello di portare, eventualmente, all'abolizione delle pene fisiche, creando principi tanto rigorosi nella ricerca delle prove da rendere praticamente impossibile l'emissione del verdetto.
In tutte le catene di trasmissione degli ʾaḥādīth, i casi riportati di lapidazione si sono verificati unicamente quando un adultero si è recato volontariamente dal profeta, confessando e chiedendo purificazione. Nello specifico, le narrazioni in questione riprendono tutti gli stessi casi di autodenuncia, oppure riguardano osservazioni e pareri circa tale pratica che Maometto non ha mai pronunciato (come nel caso dell'ʾaḥādīth Sahih dove si riporta il punto di vista di ʿOmar ibn al-Khaṭṭāb, slegato dagli insegnamenti del profeta). Di fatto, tutti i casi in cui Maometto acconsentì alla lapidazione di adulteri furono esclusivamente quelli in cui l'adultero confessò spontaneamente (peraltro con confessione disincentivata da Maometto stesso) ed era capace di intendere e di volere. Gli unici casi documentati di lapidazione "approvati" da Maometto dunque riguardano persone che si sono autodenunciate e hanno espressamente insistito per purificarsi dal loro peccato, nonostante i ripetuti scoraggiamenti da parte di Maometto, che chiese inoltre se fossero pazzi (a confessare un crimine da pena di morte). L'odierna pena di morte sharaitica tramite lapidazione per gli adulteri dunque, è una pratica mantenuta in vigore tramite un'interpretazione che distorce le nozioni al riguardo, non tenendo conto di cosa indichino espressamente le fonti direttamente ricondotte a Maometto.

## Casi attuali di lapidazione
Tra gli Stati con popolazione a maggioranza musulmana, ben pochi esercitano la pena di morte per lapidazione. Spesso ciò avviene da parte di corti islamiche non ufficiali, parallele alle corti statali. Tali corti nella maggior parte dei casi non fanno nessuno sforzo per rispettare le condizioni imposte dal fiqh per la pena di lapidazione, rifacendosi direttamente ai testi sacri del Corano e degli ʾaḥādīth, secondo un'ottica fondamentalista. Tali casi non costituiscono una corretta applicazione del diritto penale islamico.
- Pakistan: la legge islamica prevede la lapidazione, sono documentati diversi casi in tal senso, il più recente è quello di Farzana Parveen, una ragazza lapidata a morte per aver deciso di sposare l'uomo di cui era incinta di tre mesi.
- Afghanistan: il sistema legale e giudiziario è frammentato e la lapidazione può essere comminata nelle aree tribali.
- Iran: la lapidazione viene reintrodotta nel 1983 a seguito della Rivoluzione Islamica sciita, con la ratifica del Codice Penale Islamico. I giuristi iraniani concordano sulla impossibilità pressoché totale di comminare la pena di lapidazione in base alle condizioni imposte dal fiqh. Inoltre, a causa dell'opposizione interna e internazionale il governo e il sistema giudiziario hanno imposto una serie di moratorie sulla pratica, nel 2002 e nel 2008. Ciononostante, la lapidazione ha continuato ad essere una pena legale e ad essere praticata in taluni casi.
- Sudan, Arabia Saudita, Emirati Arabi Uniti: vengono riportati casi di lapidazione, con o senza sentenza.
- Somalia: la lapidazione viene effettuata nei territori controllati dalle forze delle corti islamiche. Nell’ottobre 2008 una ragazza tredicenne, Aisha Ibrahim Duhulow, viene lapidata nello stadio di Chisimaio di fronte a 1000 persone, dopo aver suppostamente confessato e richiesto la pena ad una corte islamica. Pare che la ragazza fosse invece stata arrestata dopo aver denunciato uno stupro, e quindi consegnata alla corte[4].
- Nigeria: dodici stati della Nigeria settentrionale hanno reintrodotto la Sharia come codice penale tra 2000 e 2001, nonostante tali norme confliggano con la Costituzione nigeriana. Amina Lawal venne condannata alla lapidazione per essere rimasta incinta fuori dal matrimonio, per essere poi rilasciata a causa delle forti pressioni internazionali.